# Gostynińsko-Włocławski Park Krajobrazowy
Gostynińsko-Włocławski Park Krajobrazowy (GWPK) – park krajobrazowy w Polsce leżący pomiędzy Płockiem, Gostyninem, Łąckiem, Włocławkiem a Kowalem, który chroni rozległe tereny pradoliny Wisły. Na jego terenie znajdują się rozległe kompleksy leśne, teren parku pokrywa się, niemal w całości, z Leśnym Kompleksem Promocyjnym Lasów Państwowych „Lasy Gostynińsko-Włocławskie”.

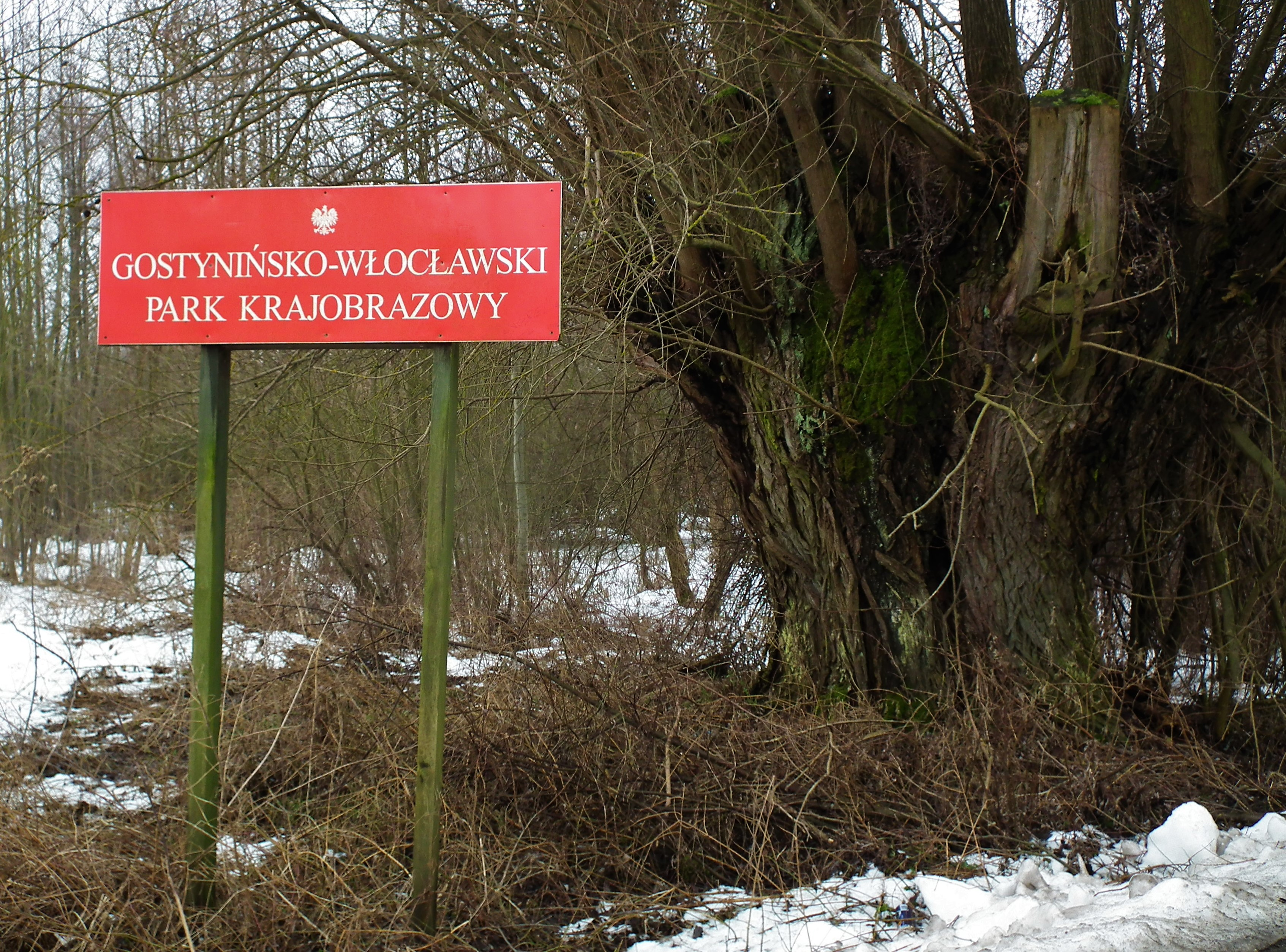
Tablica w Modzerowie

Powierzchnia Gostynińsko-Włocławskiego Parku Krajobrazowego wynosi 389,50 km², natomiast jego otulina liczy 141,95 km².
Na terenie parku znajduje się wiele obiektów chronionych, np. dąb Jan, którego wiek szacuje się na 300 lat – jego wysokość to około 20 m, a obwód wynosi ponad 500 cm. Jest tam również wiele jezior polodowcowych (np. Lucieńskie, Jezioro Wójtowskie Małe, Jezioro Wójtowskie, Radyszyn, Łąkie). Cechą krajobrazu GWPK jest dominacja roślinności leśnej. Powierzchniowo przeważają bory sosnowe i mieszane. W dolinach rzek i wokół jezior skupiają się łęgi i olsy. W okolicach Łącka znajduje się kompleks lasów grądowych i dąbrów.
W latach 80. XX wieku myśliwi pod kierownictwem Czesława Sielickiego i Grzegorza Wiśniewskiego wypuścili na terenie parku kilka par bobrów, które się tu doskonale zadomowiły.
Występują tu też rysie, które przywędrowały z Puszczy Kampinoskiej i zadomowiły się na dobre. W planach jest też reintrodukcja kilku par wilków.
W ramach parku we Włocławku działał Ośrodek Rehabilitacji i Hodowli Ptaków Chronionych, założony przez Czesława Sielickiego, zajmujący się początkowo przede wszystkim hodowlą sokoła wędrownego. W 2013 roku przeniesiono ośrodek do miejscowości Dębniaki i unowocześniono. Ośrodek pomaga w reintrodukcji różnych gatunków m.in. bielików, błotniaków, rybołowów, sów, myszołowów i gadożerów.

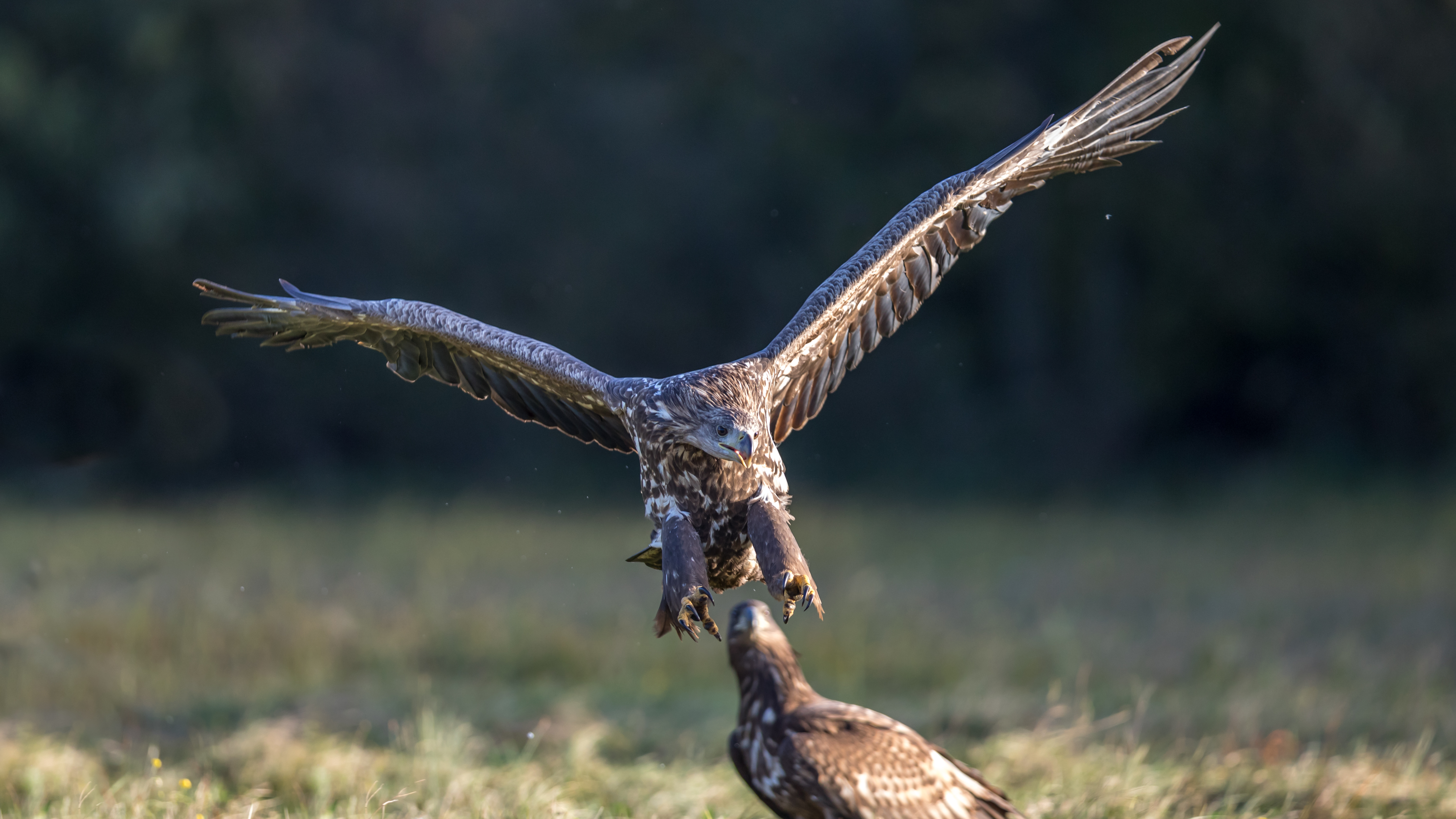
Młody bielik podczas lądowania
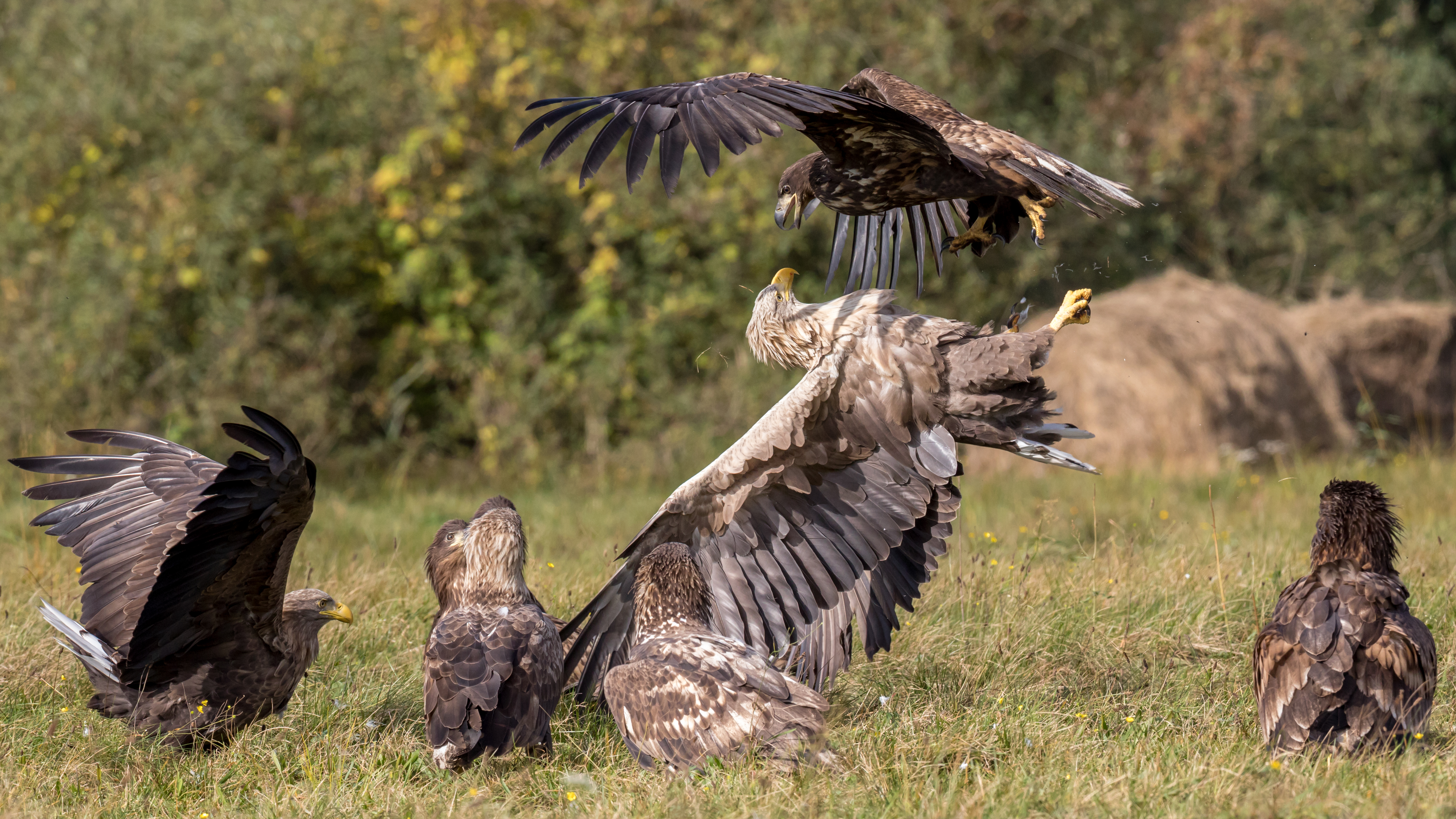
Walka młodego (czarny dziób) i starszego bielika (żółty dziób; pod spodem)

## Rezerwaty przyrody
Rezerwaty znajdujące się na terenie Gostynińsko-Włocławskiego Parku Krajobrazowego:
- znajdujące się w województwie kujawsko-pomorskim:
  - Gościąż
  - Jazy
  - Jezioro Rakutowskie
  - Olszyny Rakutowskie
  - Wójtowski Grąd
- znajdujące się w województwie mazowieckim:
  - Jastrząbek
  - Kresy
  - Komory
  - Lucień
  - Lubaty
  - Łąck
- znajdujące się w otulinie Parku (w województwie mazowieckim):
  - Dąbrowa Łącka
  - Jezioro Drzezno
  - Korzeń

Projektowane są rezerwaty: „Olszyny Bobrowe”, „Bór Widłakowy” i „Krucze Góry”.